# Jorg Smeets
Jorg Smeets (Bussum, 5 november 1970) is een Nederlands voormalig voetballer die als aanvaller speelde en huidig voetbaltrainer.

## Loopbaan
Smeets begon in de jeugd bij HSV De Zuidvogels, AFC Ajax (1981-1985), SV Huizen en DWS voor hij vanaf 1991 doorbrak bij FC Volendam dat uitkwam in de Eredivisie. In het seizoen 1995/96 maakte hij de overstap naar FC Utrecht. Vanaf de zomer van 1996 tot oktober 1997 speelde hij voor Heracles. Hij werd verkocht aan Wigan Athletic dat hem in het voorjaar van 1999 een maand verhuurde aan Chester City. In 1999 ging hij in Mexico voor Cruz Azul spelen en hij maakte het seizoen 1999/2000 af bij CS Marítimo Funchal in Portugal. Na het seizoen 2000/2001 beëindigde hij zijn loopbaan bij Helmond Sport waarna hij nog actief was in het amateurvoetbal.
In 2003 werd Smeets trainer van NVC en in 2010 stapte hij over naar HSV De Zuidvogels. In maart 2015 tekende hij een tweejarig contract als trainer van Ajax (amateurs) per de zomer van 2015. In 2018 ging hij het zaterdagteam van AFC trainen. Vanaf begin 2020 is hij hoofd opleidingen van het Chinese Guangzhou R&F FC.

## Erelijst
Als trainer
| Promotie naar Derde divisie | 1x | 2017/18 |